# Гамильтон, Джордж, 3-й граф Аберкорн
Джордж Гамильтон, 3-й граф Аберкорн (англ. George Hamilton, 3rd Earl of Abercorn; ок. 1636 — до 1683) — шотландский аристократ, умерший холостым в Падуе во время путешествия в Рим. Ему наследовал Клод Гамильтон, наследник Клода Гамильтона, 2-го барона Гамильтона из Страбана, второго сына 1-го графа Аберкорна.

## Титулы
- 3-й граф Аберкорн (Пэрство Шотландии)
- 3-й лорд Аберкорн из Линлитгоушира (Пэрство Шотландии)
- 3-й лорд Пейсли из Ренфрушира (Пэрство Шотландии)
- 3-й лорд Пейсли, Гамильтон, Маунткасл и Киркпатрик (Пэрство Шотландии)

## Рождение и происхождение
Джордж родился около 1636 года, вероятно, в Пейсли, Шотландия. Третий (младший) сын Джеймса Гамильтона, 2-го графа Аберкорна (ок. 1604 — ок. 1670), и его жены Кэтрин Клифтон, 2-й баронессы Клифтон (1592—1637). Мать Джорджа была вдовствующей герцогиней Леннокс от предыдущего брака и баронессой Клифтон из Лейтон Бросволд. Оба его родителя были католиками. Они поженились в 1627 году.
17 сентября 1637 года его мать умерла в Шотландии, когда ему было около года. Она была похоронена без церемоний, так как была католичкой. В то время его отец был глубоко в долгах, задолжав своим кредиторам более 400 000 мерков (около 20 000 фунтов стерлингов).
В 1649 году его отец был отлучен от церкви Генеральной Ассамблеей Шотландии как католик и приказал покинуть королевство . 22 июня 1652 года он продал Пейсли графу Ангусу за 13 333 6s 8d Scots (около 1100 фунтов стерлингов).

## Наследование отцу
Два его старших брата Джеймс и Уильям выросли и достигли совершеннолетия, но умерли раньше отца, сделав его единственным оставшимся в живых сыном и наследником. Поэтому Джордж Гамильтон стал 3-м графом Аберкорном после смерти своего отца примерно в 1670 году.

## Смерть и преемственность
Лорд Аберкорн скончался в возрасте сорока лет, неженатый, около 1680 года, в Падуе, Венето, Италия, по пути в Рим.
С его смертью старшая линия графов Аберкорн угасла. Графский титул перешел к ближайшей боковой ветви — баронам Гамильтонам из Страбана, происходившим от его дяди Клода Гамильтона, 2-го барона Гамильтона из Страбана (ок. 1605—1638). Представитель этой линии, внук Клода, Клод Гамильтон, 5-й барон Гамильтон из Страбана (1659—1691), таким образом, стал 4-м графом Аберкорном.